# Pimpri Chinchwad
Pimpri Chinchwad là một thành phố và là nơi đặt hội đồng thành phố (municipal corporation) của quận Pune thuộc bang Maharashtra, Ấn Độ.

## Nhân khẩu
Theo điều tra dân số năm 2001 của Ấn Độ, Pimpri Chinchwad có dân số 1.006.417 người. Phái nam chiếm 54% tổng số dân và phái nữ chiếm 46%. Pimpri Chinchwad có tỷ lệ 74% biết đọc biết viết, cao hơn tỷ lệ trung bình toàn quốc là 59,5%: tỷ lệ cho phái nam là 79%, và tỷ lệ cho phái nữ là 68%. Tại Pimpri Chinchwad, 14% dân số nhỏ hơn 6 tuổi.